# Carlo Ginori
Carlo Lorenzo Ginori, I marchese di Riparbella e Cecina (Firenze, 7 gennaio 1702 – Livorno, 11 aprile 1757), è stato un nobile, politico e imprenditore italiano.
Fu membro del Consiglio di Reggenza imperiale di Firenze e nel 1746 fu nominato Governatore della città e del porto di Livorno, ma è soprattutto noto per aver dato origine alla manifattura della porcellana di Doccia.
Era figlio di Lorenzo Ginori e di Anna Maria Minerbetti; si sposò nel 1730 con Elisabetta Corsini (1709-1775), una nipote di papa Clemente XII.

## La manifattura di porcellane

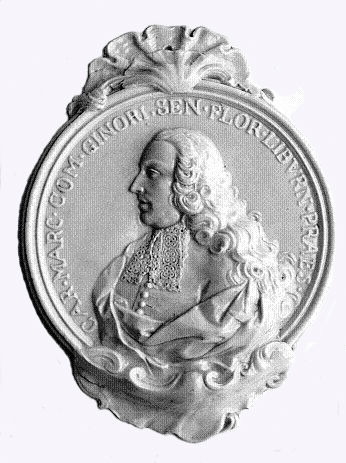
Medaglione in porcellana con il ritratto del marchese Carlo Ginori
Porcellana Ginori a Doccia, 1745 circa, Museo Richard-Ginori della Manifattura di Doccia.

Nel 1735 iniziò gli esperimenti per fabbricare la porcellana: inizialmente a Firenze e successivamente, dal 1737, nella sua tenuta di Doccia (presso Sesto Fiorentino) dove fondò la seconda fabbrica italiana di porcellane (la Manifattura Ginori) con la collaborazione di esperti e tecnici austriaci e tedeschi.
La fabbrica di Doccia che fu uno dei primi impianti toscani che acquisì una dimensione industriale, nel 1741 ottenne il monopolio per la produzione delle porcellane in Toscana. Il Granduca Pietro Leopoldo di Lorena concesse anche una commessa regolare per la fornitura ufficiale dei servizi da tavola destinati alle residenze granducali.
Sin dai primi anni di attività, Carlo Ginori destinò alcuni locali al pianterreno della Villa di Doccia per la raccolta di modelli, ceramiche e terre, formatasi nel primo periodo di vita della fabbrica. A questo scopo nel 1754 fu creata un'apposita Galleria in cui esporre i prodotti migliori della fabbrica, nucleo originario dell'odierno Museo Richard-Ginori della Manifattura di Doccia a Sesto Fiorentino.

## Altre attività intraprese
Come Governatore di Livorno (1746-1757), inviò suoi incaricati presso l'amico Carlo di Borbone, re di Napoli, perché potessero apprendere le tecniche della pesca del corallo da praticare poi nel mare antistante Livorno.
Dimostrò la sua intraprendenza anche in molteplici altre attività. Tra l'altro, introdusse in Toscana l'allevamento della capra d'Angora; introdusse la coltivazione di alcune piante esotiche; bonificò gli acquitrini delle sue tenute in Maremma (vicino a Cecina, dove costruì la Villa Ginori), divenuta sede della lavorazione del corallo e di altre manifatture, in anticipo rispetto alla grande bonifica delle paludi maremmane voluta dai granduchi lorenesi.

## L'attività politica
Carlo ebbe una carriera rapidissima. A sedici anni venne nominato cavaliere di Santo Stefano.
Nel 1737, al momento dell'insediamento della Dinastia Lorena, Carlo Ginori era Segretario del Senato dei Quarantotto.
Con l'arrivo dei Lorena in Toscana (1737) si aprì una stagione di grandi e radicali cambiamenti nella vita politica e governativa del Granducato. Fu percepita subito la necessità di razionalizzare e organizzare meglio gli uffici pubblici, utilizzando nel governo anche nuovi personaggi sia toscani sia mitteleuropei. Un primo fondamentale passo di questo processo fu nel 1739 il motu proprio con il quale furono istituiti i Consigli di Reggenza, di Guerra e delle Finanze, con i relativi regolamenti.
Importante fu la visita come ambasciatore di Carlo a Vienna nel 1737, che gli fruttò gli elogi dell'imperatore Carlo VI; nel 1738 Carlo ottenne dai Lorena un beneplacito sullo sfruttamento delle terre della Maremma, in particolare nella zona di Cecina, dove fece alcuni lavori di bonifica con successo, e nel 1739 venne creato marchese di Riparbella e Cecina. 

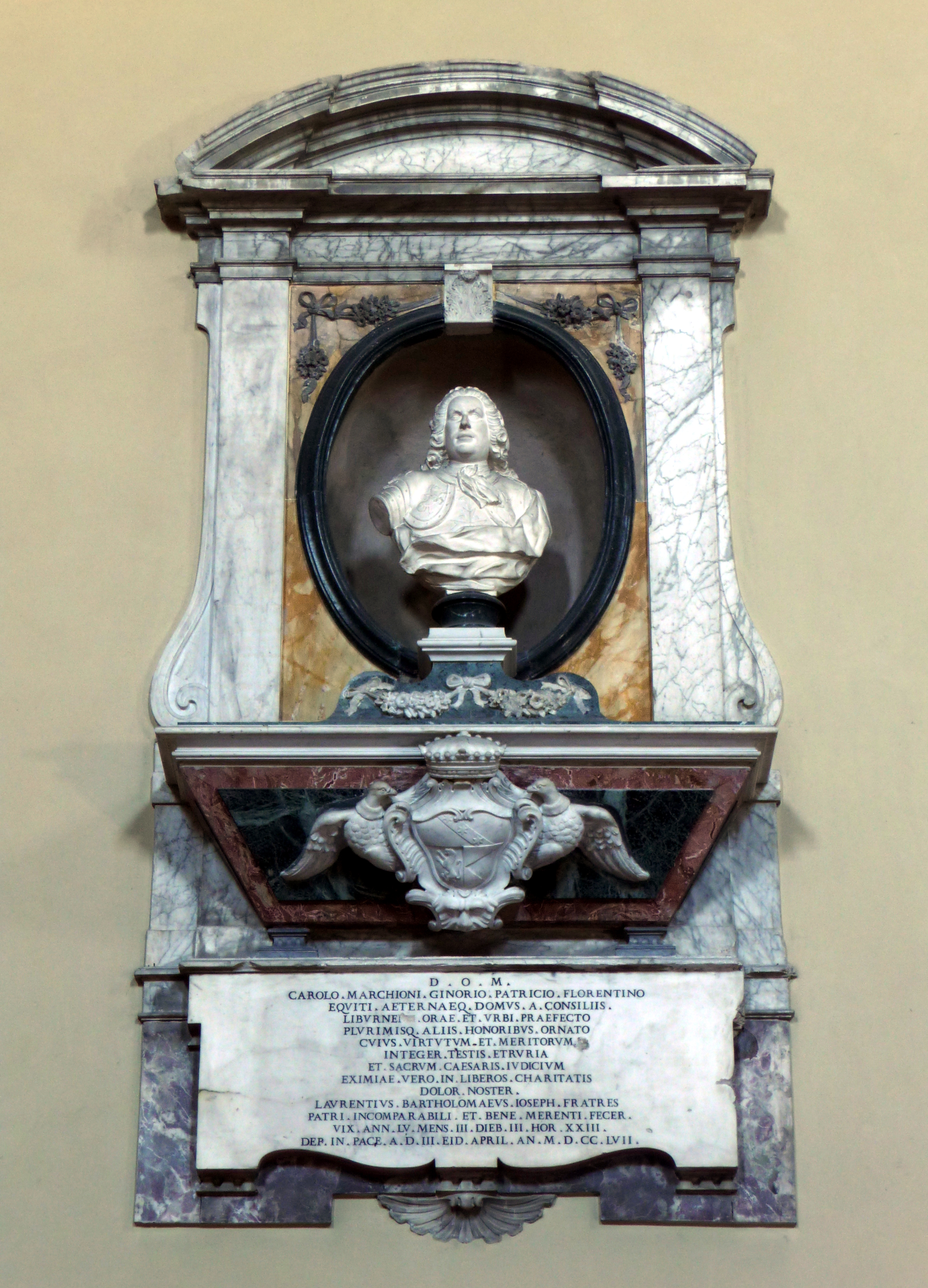
La tomba di Ginori nel Duomo di Livorno

Del Consiglio di Reggenza presieduto da Marc de Beauvau, principe di Craon facevano parte i segretari della Guerra e delle Finanze, oltre al marchese Carlo Ginori, membro del Consiglio delle Finanze, dando in tal modo a questo organo una funzione di coordinamento dell'attività politico-amministrativa del governo. Il Consiglio delle Finanze aveva il compito di trattare le questioni "dans toutes les affaires économiques et de finances", e dal 1740 autorità sull'Appalto generale e gli uffici e magistrature che riscuotevano e gestivano pubblico denaro.
Carlo Ginori era imparentato con i Corsini (Lorenzo Corsini, zio della moglie di Carlo Ginori, era salito nel 1730 alla cattedra di Pietro, con il nome di Clemente XII), che si erano schierati a favore di Carlo di Borbone per la successione ai Medici nel Granducato. All'interno del Consiglio di Reggenza, si delineò ben presto una diversità di opinioni tra ministri lorenesi e ministri del "partito" fiorentino. In particolare, Emmanuel de Nay, conte di Richecourt (stretto collaboratore del Granduca) e Ginori si scontrarono sia su temi politici, ideali e culturali, sia su posizioni personali e di potere.
Il riaprirsi del conflitto tra Borbone e Asburgo, in occasione della guerra di successione austriaca, rese ancora più difficili i rapporti all'interno del governo lorenese del Granducato. Finché nel 1742, il Ginori fu chiamato a Vienna: ufficialmente per sostituire l'inviato toscano presso la corte imperiale, in realtà per allontanarlo dal governo fiorentino e sottoporlo ad una sorta di esame. Nel 1746, per risolvere il dissidio tra Richecourt e Ginori che paralizzava l'amministrazione del Granducato, il Ginori fu allontanato dal Consiglio di Reggenza e inviato a reggere il governatorato di Livorno che amministrò con giustizia fino alla sua morte.